# Vitalij Atjušov
Vitalij Georgievič Atjušov (in russo Виталий Георгиевич Атюшов?; Penza, 4 luglio 1979) è un hockeista su ghiaccio russo.

## Palmarès

### Mondiali
- 3 medaglie:
  - 1 oro (Svizzera 2009)
  - 1 argento (Germania 2010)
  - 1 bronzo (Russia 2007)